# Kniha mého srdce
Kniha mého srdce byla multimediální čtenářská anketa o nejoblíbenější knihu českých čtenářů, kterou v roce 2009 organizovala Česká televize. Šlo o formát pořadu, který vytvořila britská BBC pod názvem The Big Read.

## Systém výběru
V první fázi ankety čtenáři mohli nominovat jakoukoli oblíbenou knihu. Z nich postoupilo do druhého kola 100 nejčastěji nominovaných titulů, pro které mohli čtenáři hlasovat zhruba po dobu jednoho měsíce. Ve druhém kole bylo vybráno 12 finálových knih, které byly představeny ve dvacetiminutových televizních dokumentech, a pro něž mohli čtenáři hlasovat od 20. června až do 17. října 2009.

## Finálové knihy (řazeno abecedně)
- Alchymista – Paulo Coelho
- Babička – Božena Němcová
- Co život dal a vzal – Betty MacDonaldová
- Děti z Bullerbynu – Astrid Lindgrenová
- Egypťan Sinuhet – Mika Waltari
- Harry Potter – J. K. Rowlingová
- Malý princ – Antoine de Saint-Exupéry
- Osudy dobrého vojáka Švejka za světové války – Jaroslav Hašek
- Pán prstenů – John Ronald Reuel Tolkien
- Rychlé šípy – Jaroslav Foglar
- Saturnin – Zdeněk Jirotka
- Stmívání – Stephenie Meyerová

## Finále soutěže
V přímém televizním přenosu bylo 17. října 2009 vyhlášeno konečné pořadí nejoblíbenějších knih:
1. Saturnin – Zdeněk Jirotka – 38 430 hlasů
2. Babička – Božena Němcová – 29 935 hlasů
3. Malý princ – Antoine de Saint-Exupéry – 24 232 hlasů
4. Stmívání – Stephenie Meyerová – 24 217 hlasů
5. Harry Potter – J. K. Rowlingová – 22 665 hlasů
6. Egypťan Sinuhet – Mika Waltari – 19 674 hlasů
7. Děti z Bullerbynu - Astrid Lindgrenová –14 245 hlasů
8. Co život dal a vzal - Betty MacDonaldová – 13 384 hlasů
9. Pán prstenů - John Ronald Reuel Tolkien – 12 941 hlasů
10. Osudy dobrého vojáka Švejka za světové války – Jaroslav Hašek – 10 362 hlasů
11. Rychlé šípy – Jaroslav Foglar – 9721 hlasů
12. Alchymista – Paulo Coelho – 6742 hlasů

## Další pořadí[2]
| 13.  | Vejce a já                                                           | Betty MacDonaldová        | 3373 |
| 14.  | Letopisy Narnie                                                      | Clive Staples Lewis       | 1996 |
| 15.  | Bylo nás pět                                                         | Karel Poláček             | 1989 |
| 16.  | Pýcha a předsudek                                                    | Jane Austenová            | 1958 |
| 17.  | Jana Eyrová                                                          | Charlotte Brontëová       | 1716 |
| 18.  | Školák Kája Mařík                                                    | Felix Háj                 | 1716 |
| 19.  | Odkaz Dračích jezdců                                                 | Christopher Paolini       | 1714 |
| 20.  | Krtek a kalhotky                                                     | Zdeněk Miler              | 1649 |
| 21.  | Tři kamarádi                                                         | Erich Maria Remarque      | 1580 |
| 22.  | Dášeňka čili život štěněte                                           | Karel Čapek               | 1564 |
| 23.  | Rozbřesk                                                             | Stephenie Meyerová        | 1501 |
| 24.  | Jih proti Severu                                                     | Margaret Mitchellová      | 1481 |
| 25.  | Řeka bohů                                                            | Wilbur Smith              | 1450 |
| 26.  | Vinnetou                                                             | Karl May                  | 1449 |
| 27.  | Robinson Crusoe                                                      | Daniel Defoe              | 1432 |
| 28.  | To by se zvěrolékaři stát nemělo                                     | James Herriot             | 1397 |
| 29.  | Hoši od Bobří řeky                                                   | Jaroslav Foglar           | 1381 |
| 30.  | Honzíkova cesta                                                      | Bohumil Říha              | 1374 |
| 31.  | Broučci                                                              | Jan Karafiát              | 1288 |
| 32.  | Pan Kaplan má stále třídu rád                                        | Leo Rosten                | 1281 |
| 33.  | Povídky z jedné a druhé kapsy                                        | Karel Čapek               | 1273 |
| 34.  | Svět podle Garpa                                                     | John Irving               | 1272 |
| 35.  | 1984                                                                 | George Orwell             | 1271 |
| 36.  | My děti ze stanice ZOO                                               | Christiane F.             | 1268 |
| 37.  | Smrt krásných srnců                                                  | Ota Pavel                 | 1202 |
| 38.  | Hobit aneb Cesta tam a zase zpátky                                   | John Ronald Reuel Tolkien | 1193 |
| 39.  | Povídání o pejskovi a kočičce                                        | Josef Čapek               | 1168 |
| 40.  | Šifra mistra Leonarda                                                | Dan Brown                 | 1167 |
| 41.  | Kmotr                                                                | Mario Puzo                | 1160 |
| 42.  | Fimfárum                                                             | Jan Werich                | 1140 |
| 43.  | Láska je jen slovo                                                   | Johannes Mario Simmel     | 1138 |
| 44.  | Noční klub                                                           | Jiří Kulhánek             | 1135 |
| 45.  | Gabra a Málinka                                                      | Amálie Kutinová           | 1105 |
| 46.  | Sophiina volba                                                       | William Styron            | 1103 |
| 47.  | Pipi Dlouhá punčocha                                                 | Astrid Lindgrenová        | 1102 |
| 48.  | Den trifidů                                                          | John Wyndham              | 1093 |
| 49.  | Mistr a Markétka                                                     | Michail Bulgakov          | 1087 |
| 50.  | Quo vadis                                                            | Henryk Sienkiewicz        | 1080 |
| 51.  | Medvídek Pú                                                          | Alan Alexander Milne      | 1036 |
| 52.  | Ferda Mravenec                                                       | Ondřej Sekora             | 1027 |
| 53.  | Na západní frontě klid                                               | Erich Maria Remarque      | 1006 |
| 54.  | Andělé a démoni                                                      | Dan Brown                 | 998  |
| 55.  | Z deníku kocoura Modroočka                                           | Josef Kolář               | 943  |
| 56.  | Tulák po hvězdách                                                    | Jack London               | 928  |
| 57.  | Lovci mamutů                                                         | Eduard Štorch             | 927  |
| 58.  | Čachtická paní                                                       | Jožo Nižnánsky            | 918  |
| 59.  | Navzdory básník zpívá                                                | Jarmila Loukotková        | 905  |
| 60.  | Jméno růže                                                           | Umberto Eco               | 896  |
| 61.  | Všechno, co opravdu potřebuji znát, jsem se naučil v mateřské školce | Robert Fulghum            | 874  |
| 62.  | Sto roků samoty                                                      | Gabriel García Márquez    | 869  |
| 63.  | Poslední kabriolet                                                   | Anton Myrer               | 866  |
| 64.  | Mikeš                                                                | Josef Lada                | 863  |
| 65.  | Tři mušketýři                                                        | Alexandre Dumas           | 859  |
| 66.  | Tři muži ve člunu                                                    | Jerome Klapka Jerome      | 858  |
| 67.  | Na východ od ráje                                                    | John Steinbeck            | 841  |
| 68.  | Tajuplný ostrov                                                      | Jules Verne               | 840  |
| 69.  | Nebe nezná vyvolených                                                | Erich Maria Remarque      | 834  |
| 70.  | Doktorka z domu Trubačů                                              | Ilona Borská              | 830  |
| 71.  | Bílá Masajka                                                         | Corinne Hofmannová        | 825  |
| 72.  | Hlava XXII                                                           | Joseph Heller             | 819  |
| 73.  | Ptáci v trní                                                         | Colleen McCulloughová     | 804  |
| 74.  | Jak voní tymián                                                      | Marcel Pagnol             | 800  |
| 75.  | Věčně zpívají lesy                                                   | Trygve Gulbranssen        | 782  |
| 76.  | Pravidla moštárny                                                    | John Irving               | 774  |
| 77.  | Hrabě Monte Cristo                                                   | Alexandre Dumas           | 766  |
| 78.  | Dvacet tisíc mil pod mořem                                           | Jules Verne               | 764  |
| 79.  | Cirkus Humberto                                                      | Eduard Bass               | 755  |
| 80.  | Tracyho tygr                                                         | William Saroyan           | 725  |
| 81.  | Nesnesitelná lehkost bytí                                            | Milan Kundera             | 719  |
| 82.  | Duna                                                                 | Frank Herbert             | 714  |
| 83.  | To                                                                   | Stephen King              | 693  |
| 84.  | Na Větrné hůrce                                                      | Emily Brontëová           | 671  |
| 85.  | Désirée                                                              | Annemarie Selinko         | 661  |
| 86.  | Když v ráji pršelo                                                   | Jan Otčenášek             | 656  |
| 87.  | Memento                                                              | Radek John                | 651  |
| 88.  | Rozmarné léto                                                        | Vladislav Vančura         | 649  |
| 89.  | Robin                                                                | Zdena Frýbová             | 643  |
| 90.  | Obsluhoval jsem anglického krále                                     | Bohumil Hrabal            | 623  |
| 91.  | Anna Kareninová                                                      | Lev Nikolajevič Tolstoj   | 579  |
| 92.  | Obraz Doriana Graye                                                  | Oscar Wilde               | 546  |
| 93.  | Kdo chytá v žitě                                                     | Jerome David Salinger     | 526  |
| 94.  | Malý Bobeš                                                           | Josef Věromír Pleva       | 507  |
| 95.  | Modlitba za Owena Meanyho                                            | John Irving               | 496  |
| 96.  | Spolčení hlupců                                                      | John Kennedy Toole        | 491  |
| 97.  | Prsatý muž a zloděj příběhů                                          | Josef Formánek            | 478  |
| 98.  | Nesmrtelnost                                                         | Milan Kundera             | 441  |
| 99.  | Deník citového vyděrače                                              | Simona Monyová            | 439  |
| 100. | Babky na divoko                                                      | Milena Holcová            | 318  |